# 케냐의 인구

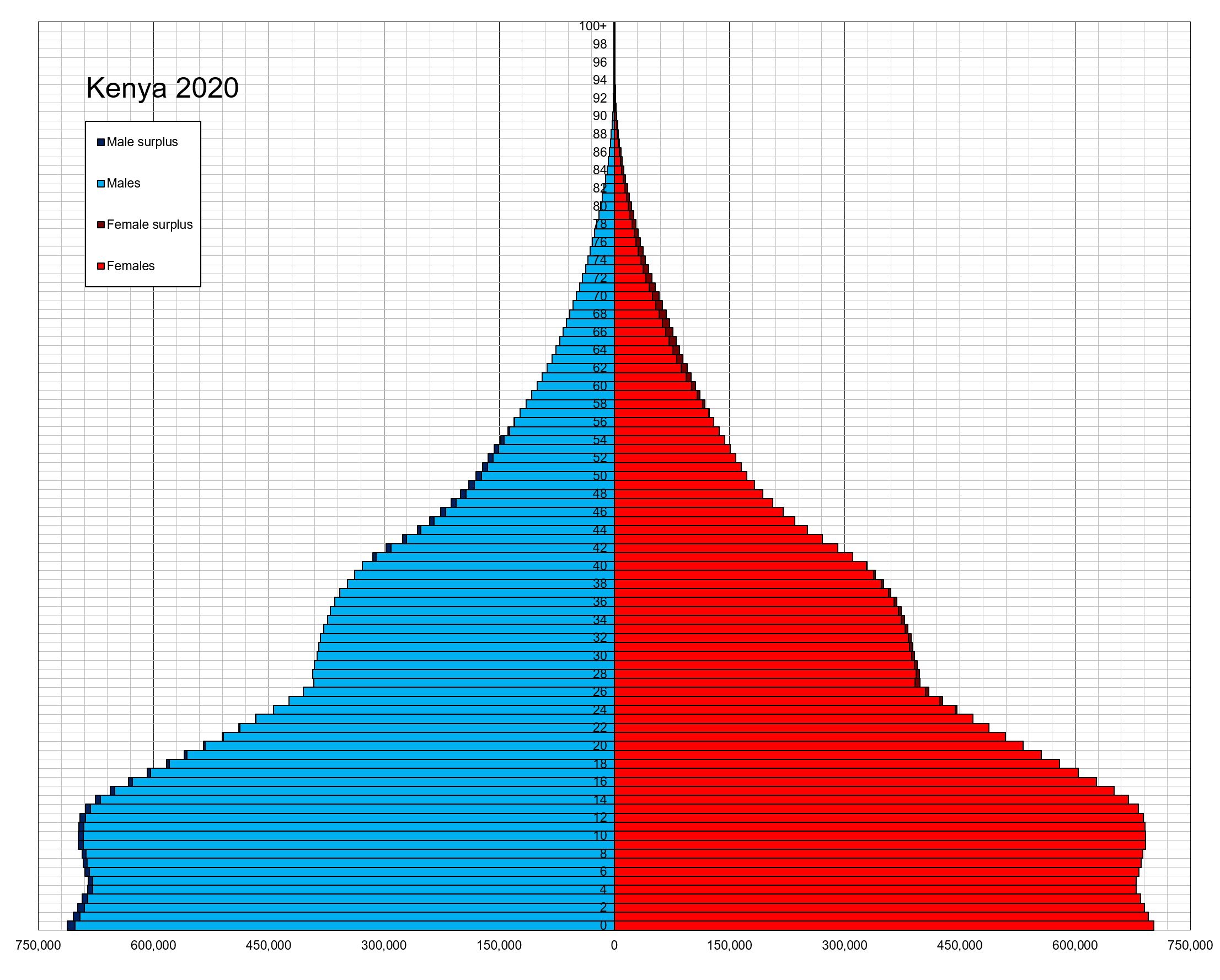
2020년 케냐의 인구 피라미드

케냐의 인구는 케냐 국립 통계국에 의해 모니터링된다. 케냐는 동아프리카의 오대호 지역에 있는 다민족 국가이다. 주로 반투족과 나일족이 거주하며, 북부에는 쿠시어파를 사용하는 소수 민족이 거주한다. 2019년 기준으로 이 지역의 인구 수는 총 47,558,296명이다.
1999년에 인구 조사가 실시되었지만 결과는 발표되지 않았다. 2009년에 새로운 인구 조사가 실시되었지만, 전년도의 민족 폭력 이후 민족적 소속에 대한 질문이 부적절해 보였기 때문에 논란이 되었다. 2010년 인구 조사에 대한 예비 결과가 발표되었다.
2009년 인구 3,860만 명, 1999년 3,070만 명, 1989년 2,140만 명, 1979년 1,530만 명에 비해 케냐의 인구는 4,760만 명으로 보고되었다. 이는 30년 동안 2.5배 증가, 즉 연평균 3% 이상의 성장률이었다. 인구증가율은 2000년대 동안 감소된 것으로 보고되었으며, 2.7% (2010년 기준)로 추정되었으며, 2016년에는 4,650만 명으로 추산되었다.